# Emmaglaeus raffrayi
Emmaglaeus raffrayi is een keversoort uit de familie knotshoutkevers (Bothrideridae). De wetenschappelijke naam van de soort werd in 1895 gepubliceerd door Antoine Henri Grouvelle.